# زنان در قطر
زنان در قطر زنانی هستند که در قطر زندگی می‌کنند یا اهل آن کشور هستند. سیاست‌های قطر در مورد حقوق زنان تحت تأثیر تفسیر وهابیت از اسلام قرار دارد. زنان و مردان به صورت همزمان سال ۱۹۹۹ از حق رأی دادن در انتخابات برخوردار شدند. میزان مشارکت زنان قطری در نیروی کار بالاتر از میانگین جهانی و در میان بالاترین‌ها در جهان عرب است که عمدتاً به دلیل افزایش تعداد زنان قطری است که تحصیلات دانشگاهی دارند.
اختلاط بین دو جنس زن و مرد محدود است و کلا از زنان قطری انتظار می‌رود که در انظار عمومی لباس‌های سنتی که معمولاً شامل عبایه و شیله می‌شود بپوشند، که هر دوی این لباس‌ها بخشی از ظاهر آن‌ها را پنهان می‌کند. موزه المالکی، روانشناس، ادعا می‌کند که جداسازی جنسیتی بیشتر ناشی از عوامل فرهنگی است تا عوامل مذهبی.

## تاریخ
پیش از شکل‌گیری جامعه شهری، قطر به عنوان مرتع توسط قبایل چادرنشین نجد و احساء که از عربستان می‌آمدند مورد استفاده قرار می‌گرفت. در جامعه بدوی، زنان مسئول خرید و فروش کالا از طرف قبیله خود بودند. وقتی مردان قبیله برای صید مروارید یا بازرگانی خانواده خود را برای مدت طولانی ترک می‌کردند، زنان اغلب مجبور بودند در مقام تصمیم‌گیری در قبیله خود قرار بگیرند. آن‌ها در منزل خود در چادر یا خانه از مردان جدا می‌شدند. آموزش و پرورش بی‌اهمیت تلقی می‌شد و اکثر زنان در آداب سنن بدوی به ندرت به آن دسترسی داشتند. از سوی دیگر، به کودکان شهری تا سن ده سالگی قرآن آموزش داده می‌شد و پس از آن خانواده برایشان جشن پایان (الخاتمه) برای پایان حفظ قرآن می‌گرفتند.

### دوران صنعتی
پس از آغاز حفاری‌های نفتی در دهه‌های ۱۹۵۰ و ۱۹۶۰ و بهره‌مندی از مواهب اقتصادی آن، تعداد بیشتری از زنان به آموزش دسترسی پیدا کردند. هدایت سلطان السالم روزنامه‌نگار کویتی دربارهٔ نقش زنان قطری در سال ۱۹۶۸نوشت: 
 در اوایل دهه هفتاد میلادی تعداد زنان شاغل به کار افزایش قابل توجهی یافت.

## تحصیلات

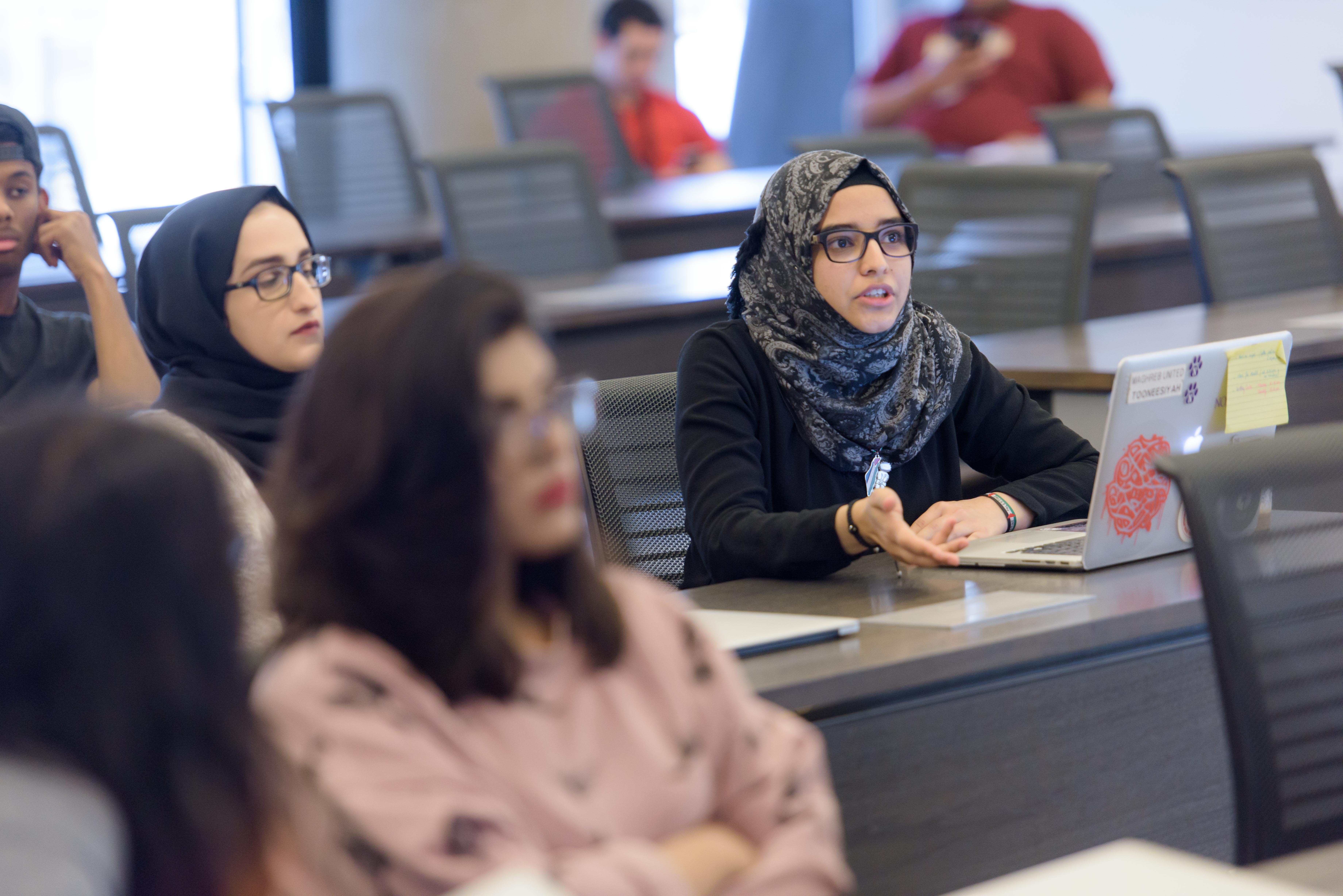
دانش آموزان دختر در یک کلاس در دانشگاه نورث‌وسترن در قطر

اولین مدرسه رسمی دخترانه در قطر در سال ۱۹۵۵، سه سال پس از افتتاح اولین مدرسه پسرانه، افتتاح شد. پیش از تشکیل مدرسه، تنها نوع آموزش و پرورش که برای زنان وجود داشت، آموزش مذهبی بود. گزارش آمار سالانه وزارت آموزش و پرورش نشان می‌دهد که در سال تحصیلی ۸۱–۱۹۸۰، ۷۰ مدرسه دخترانه وجود داشتند که ۱۹٬۳۶۵ دانش آموز در آن‌ها مشغول به تحصیل بودند. داشتند؛ این آمار نشان از افزایش ۵۰ درصدی دانش آموز دختر نسبت به سال ۱۹۵۵ داشت.
اولین دانشگاه در قطر در سال ۱۹۷۳ افتتاح شد که دانشکده‌های جداگانه برای مردان و زنان داشت. از ۱۵۷ دانشجوی آغازین این دانشگاه، ۱۰۳ نفر از آن‌ها زن بودند. نسبت دانشجویان زن به مرد در طول سال‌های گذشته ثابت مانده‌است. در سال ۲۰۰۳ شیخه عبدالله المسند به عنوان نخستین رئیس زن این دانشگاه منصوب شد. در سال ۲۰۰۸ بیش از ۵۰ درصد از پرسنل دانشگاه را زنان تشکیل دادند. در سال ۲۰۱۲، تعداد دانش آموزان زن ثبت نام شده در دانشگاه تقریباً دو برابر مردان بود.
بیش از نیمی از کارمندان وزارت آموزش و پرورش زن هستند. در سال ۲۰۰۸ گزارش شد که نرخ رشد تعداد دانش آموزان دختر در مدارس دولتی از پسران پیشی گرفته‌است. تعداد زنانی که به دانشگاه‌های خصوصی می‌روند نیز به سرعت در حال رشد است. به عنوان مثال، ۵۷٪ دانشجویان دانشگاه کارنگی ملون در قطر زن هستند. در سال‌های اخیر زنان در رشته‌هایی که پیش از این مردانه تلقی می‌شدند، مانند مهندسی و فناوری اطلاعات، ثبت نام می‌کنند. تقریباً ۴۰ درصد دانشجویان دانشگاه تگزاس ای اند ام در قطر، که یک دانشگاه پرورش مهندس است، زنان هستند.

## اشتغال
در سال ۲۰۰۱، قطر قانون خدمات عمومی و دستور شماره ۱۳ شورای وزیران را تصویب کرد، که چارچوبی قانونی برای محافظت از حقوق زنان در نیروی کار ایجاد کرد. قانون دیگری در سال ۲۰۰۲ تصویب شد که به موجب آن به زنان مزایای بازنشستگی تعلق گرفت و همچنین زنان بیوه از مزایای مالی بهره‌مند شدند.
براساس آمارهای سال ۲۰۱۴، بیش از ۳۲٬۰۰۰ زن قطری مشغول به کار بودند. این رقم افزایش از بیش از ۷٬۰۰۰ نفری را نسبت به سه سال پیش از آن در سال ۲۰۱۱ را نشان می‌داد. یک چهارم زنان شاغل قطری در صنعت ساخت و ساز، ۲۷ درصد در صنعت اطلاعات و فناوری و ۴۵ درصد در علوم طبیعی و اجتماعی مشغول به کار هستند. بیشتر زنان قطری در بخش عمومی مشغول به کار هستند. با وجود اینکه میزان مشارکت زنان در نیروی کار قطر از سایر اعضای شورای همکاری خلیج فارس و میانگین جهانی (در سال ۲۰۱۳) بالاتر است، هنوز از کشورهای توسعه یافته اندکی کمتر است. با این حال، به دلیل افزایش تعداد زنان قطری به مدارج دانشگاهی دست پیدا می‌کنند، دولت قطر پیش‌بینی می‌کند که نرخ اشتغال زنان روند صعودی خود را حفظ خواهد کرد.
بزرگترین موانع استخدام زنان عبارتند از تعهدات خانوادگی، تعداد کم موقعیت‌های کاری و مهارت ناکافی در زبان انگلیسی. دیدگاه‌های اجتماعی نیز بر فرصت‌های شغلی زنان تأثیر منفی گذاشته‌اند؛ چون برخی از بخش‌های محافظه کار جامعه، کار کردن زنان در صنعت مهمانداری، به عنوان کارگر هتل و به عنوان هنرپیشه، را نامناسب می‌دانند. با این وجود، اکثریت قطری‌ها، مشارکت زنان در نیروی کار را مثبت ارزیابی می‌کنند.
در ماه ژوئن ۲۰۱۸، در نشست سالانه انجمن بین‌المللی حمل و نقل هوایی در سیدنی، اکبر الباکر، مدیر عامل شرکت هواپیمایی قطر، انتقاد روزنامه نگاران برانگیخت. الباکر گفته بود که زنان نمی‌توانند از پس کار او برآیند چرا که موقعیت کاری آن بسیار جالشی است. او بعداً نظراتش را پس گرفت و گفت از اینکه یک زن در مقام او قرار بگیرد استقبال می‌کند.

## لباس و پوشش

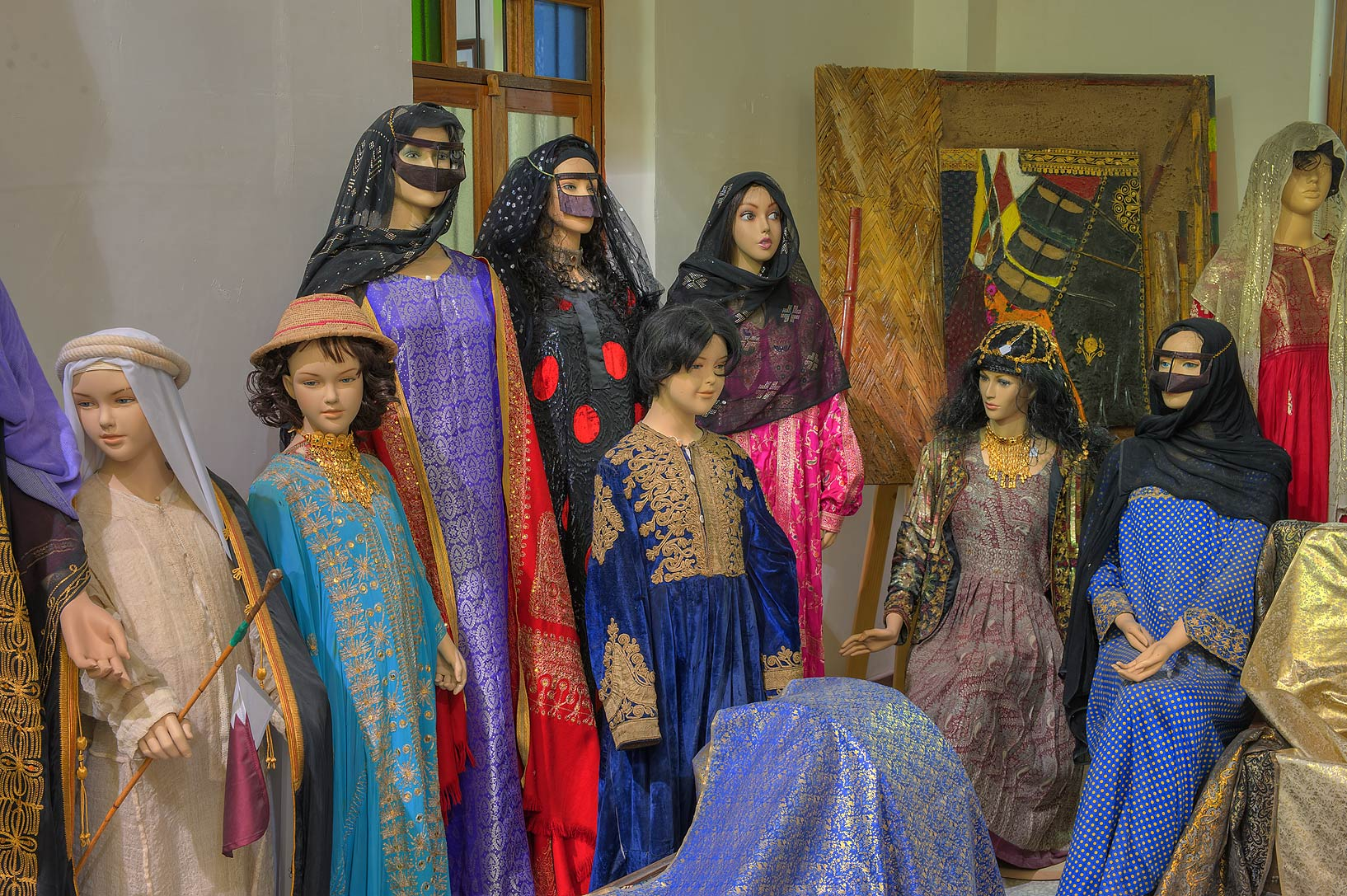
مانکنهایی با لباس سنتی زنان قطری در موزه شیخ فیصل بن قاسم آل ثانی

انتظار از زنان و مردان قطری این است که از لباس‌های پوشیده استفاده کنند، اما نوع پوشش اساساً توسط آداب و رسوم اجتماعی هدایت می‌شود و در مقایسه با سایر کشورهای منطقه آزادتر است. زنان قطری معمولاً لباس‌های سنتی می‌پوشند که شامل روپوش‌های بلند سیاه رنگ و پوشش سر و صورت به نام پوشیه می‌شود. با این حال، لباس سنتی تر زنان سنی مذهب، پوشش کامل سیاه به نام عبایه است که همراه با روسری سیاه که به شیله معروف است پوشیده می‌شود.
اعتقاد بر این است که زنان قطری در طول قرن نوزدهم میلادی به خاطر مهاجرت گسترده به استفاده از ماسک صورت روی آوردند، از آنجا که راه عملی دیگری برای پنهان کردن چهره خود از خارجی‌ها نداشتند، مانند زنان ایرانی شروع به استفاده از ماسک صورت کردند.

## موسیقی
موسیقی سنتی و محلی قطر عمدتاً بر روی صید مروارید متمرکز است. با این حال، چون صید مروارید فعالیتی منحصر به مردان بود، و زنان در این نوع آواز، به غیر از هنگام تماشای بازگشت کشتی‌های صید مروارید، نقشی نداشتند. تنها در آن مورد، در ساحل جمع می‌شدند، دست می‌زدند و و آوازهایی با مضمون سختی‌های غواصی مروارید می‌خوانند.
زنان اغلب آوازهای مربوط به فعالیت‌های کاری مانند آسیاب کردن گندم یا گلدوزی می‌خوانند. برخی از آهنگ‌ها دورن‌مایه‌های عمومی داشتند، در حالی که برخی دیگر مربوط به از فرایندهای خاصی بودند. اجرای عمومی توسط زنان در دو مراسم سالانه برگزار می‌شد. مراسم اول به نام المراداة بود که زنان و دختران از هر طبقه اجتماعی در یک منطقه دورافتاده در بیابان جمع شده و با لباس‌های گلدوزی شده به رقص و آواز می‌پرداختند. این مراسم معمولاً در هفته‌های پیش از عید فطر یا عید قربان انجام می‌شد. این رسم در دهه ۱۹۵۰ رها شد. دومین مناسبت عمومی آواز جمعی به نام العاشوری شناخته می‌شود که اشاره به آوازخوانی در مراسم عروسی دارد. این رسم هنوز توسط برخی از طبقات جامعه قطر اجرا می‌شود.

## تئاتر
در مورد مسائل اجتماعی در رابطه با حقوق زنان و نقش آن‌ها در جامعه قطر، تئاتر ثابت کرده که رسانه محبوبی برای چنین بحث‌هایی است. یکی از نمایشنامه‌های شناخته شده در مورد مسائل اجتماعی، نمایش ۱۹۸۵ ابتسام در بارانداز است نوشته صالح المنانی و عادل صغر است، که به مسئله ازدواج سنتی می‌پردازد. این داستان یک دختر جوان است که پس از ورود به یک رابطه مخفی، نزد پدرش از سرخوردگی خود از سنت‌ها و خواستگاری که خانواده اش برایش در نظر گرفته‌اند سخن می‌گوید. نمایشنامه دیگری به نام، بازار دختران اثر عبدالله احمد و عاصم توفیق، نیز تفسیری اجتماعی در مورد ازدواج‌های سنتی بدست می‌دهد. این اثر عمل پیشنهاد دادن زنان به خواستگاران را به تجارت کالاها در بازار تشبیه می‌کند، از این رو ازدواج سنتی را به مادی‌گرایی مربوط می‌داند.

## صنایع دستی
ساخت صنایع دستی، از اشکال رایج بیان هنری در جامعه بدوی بود. به غیر از آن، کاربرد عملی نیز داشتند.

### بافندگی و رنگرزی

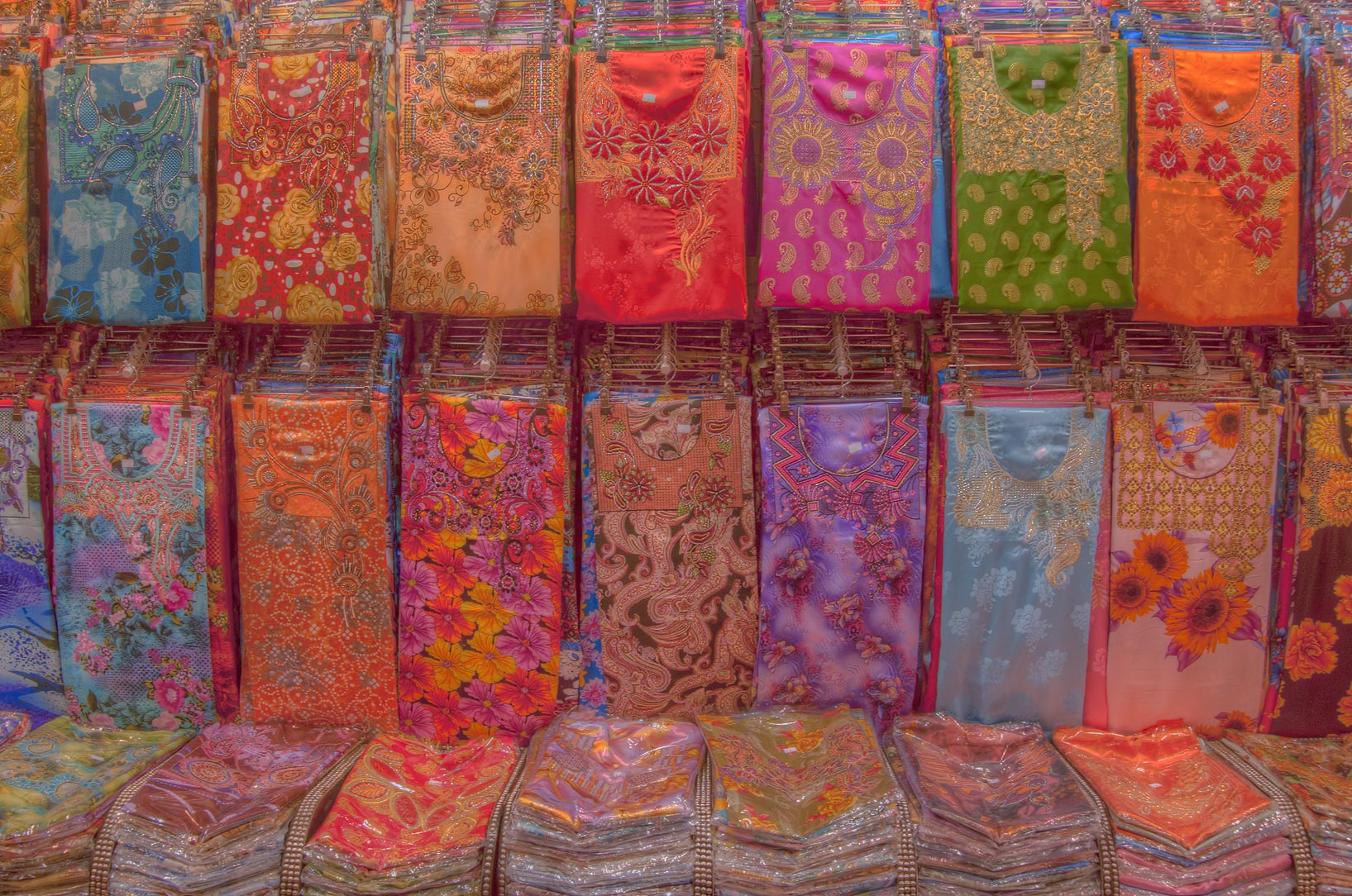
پارچه ساتن درمعرض دید در سوق واقف

بافندگی و رنگرزی توسط زنان نقش مهمی در فرهنگ بدوی ایفا می‌کرد. فرایند چرخش پشم گوسفند و شتر برای تولید پارچه دشوار بود. پشم ابتدا باز می‌شد و به یک ماسوره متصل می‌شد، که به عنوان یک هسته عمل می‌کرد و الیاف را محکم نگه می‌داشت. سپس پشم به صورت دستی روی یک دوک، به نام نول چرخانده می‌شد. سپس آن را بر روی یک دستگاه ریسندگی عمودی چوبی قرار داده و سپس زنان با یک چوب به آن ضربه زده و تار و پود را در جای خود قرار می‌دادند.
پارچه‌های به دست آمده در فرش، قالی و چادر استفاده می‌شدند. چادرها معمولاً از پارچه‌های رنگی طبیعی درست شده بودند، در حالی که در فرش و قالیچه از پارچه‌های رنگ شده، عمدتاً قرمز و زرد رنگ، استفاده می‌شد. رنگ‌ها از گیاهان بیابانی بدست می‌آمدند، و در رنگ آمیزی طرح‌های ساده هندسی استفاده می‌شدند. با افزایش واردات رنگ و پارچه از دیگر کشورهای آسیایی در قرن نوزدهم، این هنر محبوبیتش را از دست داد.

### گلدوزی

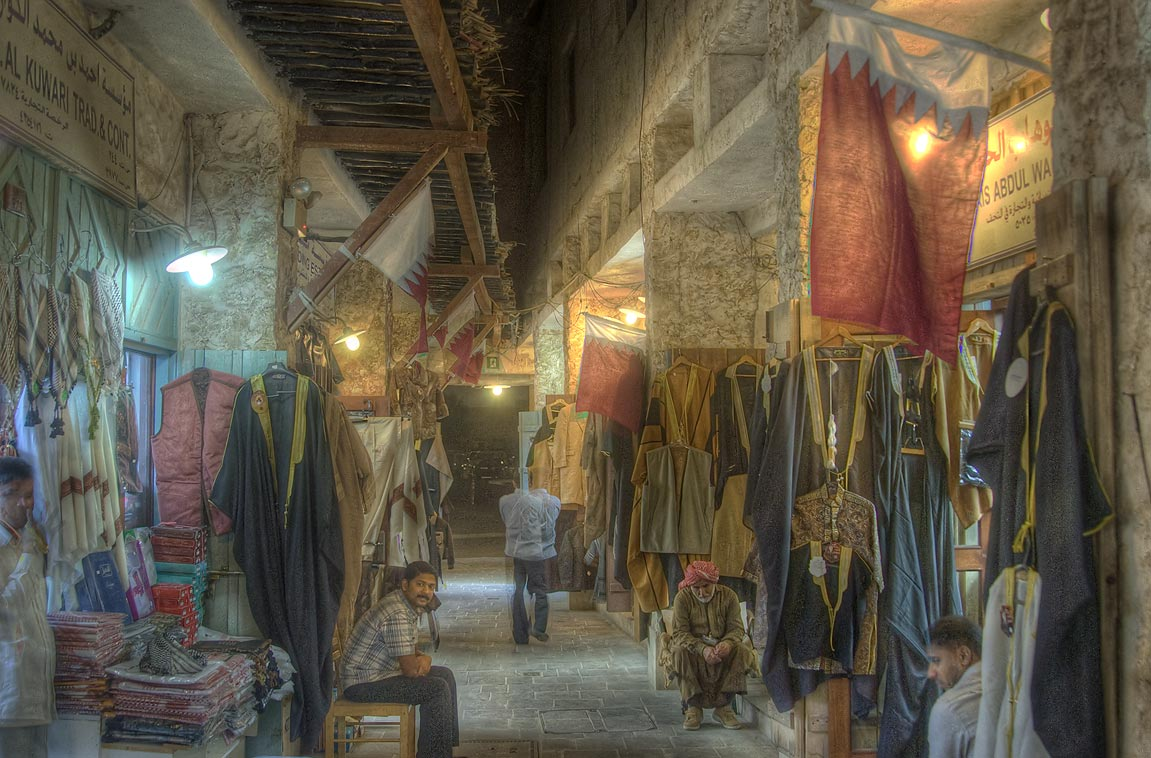
لباس‌های گلدوزی شده در سوق واقف

یک شکل ساده از گلدوزی که توسط زنان قطر انجام می‌شود، کورار است. برای درست کردن چهار زن که هر کدام چهار رشته نخ را حمل می‌کردند، و نخ‌ها را روی قطعاتی از لباس - بیشتر دشداشه یا عبایه - می‌دوختند. نوارها، با رنگ‌های متفاوت، به صورت عمودی دوخته می‌شدند. این شبیه به گلدوزی زنجیره ای دوختن بود. نخ‌های طلا، به نام زری، که از هند وارد می‌شدند به‌طور معمول استفاده می‌شد.
نوع دیگری از گلدوزی شامل طراحی کلاه‌هایی به نام عرق چین بود. آن‌ها از پنبه ساخته شده و با خارهایی از درختان خرما بدست می‌آمد سوراخ می‌شدند تا زنان بتوانند بین سوراخ‌ها را بدوزند. این نوع از گلدوزی نیز پس از اینکه واردات عرق چین افزایش یافت، محبوبیت خود را از دست داد.
خیاط المدرسه، که به «گلدوزی مدرسه» ترجمه می‌شود، شامل تزیین کردن با دوختن قطعات ساتن بود. پیش از فرایند دوختن، یک شکل توسط یک هنرمند ماهر بر روی پارچه کشیده می‌شد. رایج‌ترین طرح‌ها گل و مرغ بودند.

## ورزش

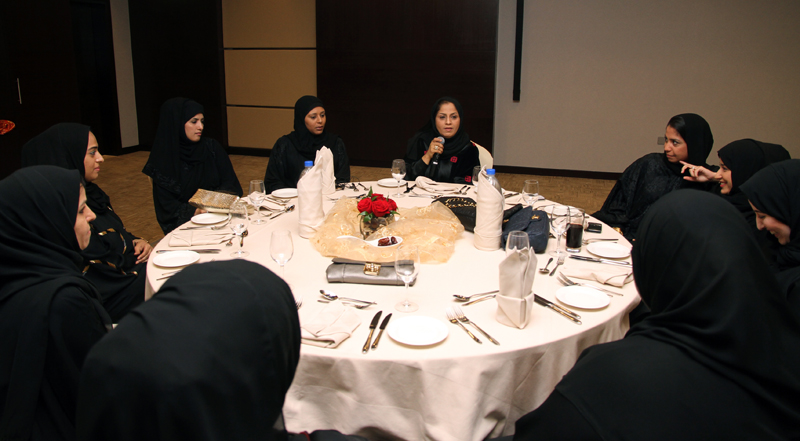
جلسه کمیته ورزش زنان قطر

تا قرن بیست و یکم زنان به ندرت در ورزش شرکت داشتند. در سال ۱۹۹۸، مسابقات ورزشی زنان ورزشی برای اولین بار در کشور توسط فدراسیون دو و میدانی قطر برگزار شد. رقابت توسط IAAF تأیید شد و همچنین یکی از اولین رویدادهای مهم ورزشی در قطر بود که به تماشاگران زن اجازه ورود به ورزشگاه داده شد.
در سال ۲۰۰۰ و به ابتکار شیخه موزا بنت ناصر، کمیته ورزش زنان قطر (QWSC) با هدف افزایش مشارکت زنان در ورزش فعالیت خود را آغاز کرد. کمیته المپیک قطر، QWSC را در سال ۲۰۰۱ تأیید کرد. هدف اولیه این کمیته دستیابی به برابری جنسیتی در ورزش با راه اندازی ابتکارات مردمی است.
تا پیش از المپیک تابستانی ۲۰۱۲ در لندن، قطر یکی از سه کشور دنیا بود که هیچگاه ورزشکار زن به بازی‌های المپیک اعزام نکرده بود. در نهایت قطر چهار زن را در شنا (ندی عرقجی)، دو و میدانی (نور حسین المالکی)، تنیس روی میز (آیه مجدی) و تیراندازی (بهیه الحمد) به المپیک فرستاد. بهیه الحمد نیز پرچمدار تیم قطر در مراسم افتتاحیه بود، که او از آن به عنوان «لحظه ای واقعاً تاریخی» یاد کرد.

## زندگی اجتماعی

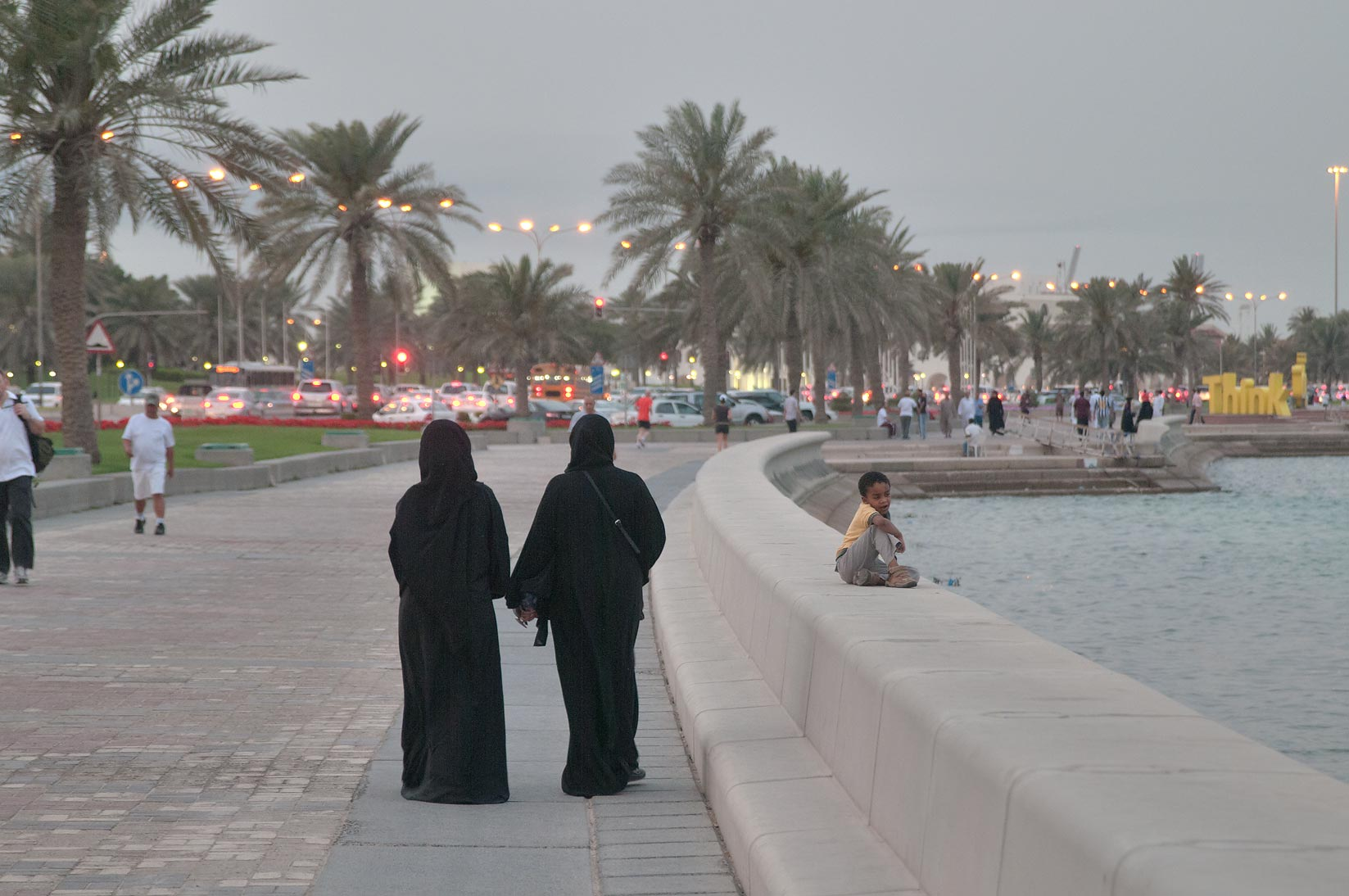
زنان قطری در پوشش عبایه در منطقه کورنیش دوحه

قطر یک کشور اسلامی با نسخه سلفی از اسلام سنی به عنوان مذهب مورد حمایت دولت است که از این جهت قطر، همراه با عربستان سعودی، یکی از دو کشور سلفی مذهب در جهان اسلام به‌شمار می‌رود. ارزش‌های اجتماعی زنان در قطر نسبت به عربستان سعودی لیبرال تر هستند و جداسازی جنسیتی نیز کمتر است.
در مورد گردهمایی‌های اجتماعی، زنان به‌طور کلی به رویدادهای اجتماعی همینطور به جلسات با سبک غربی یا زمانی که شرکت کنندگان از خویشاوندان نزدیک تشکیل می‌شوند و به رویدادهای اجتماعی برده می‌شوند. مدارس دولتی دخترانه و پسرانه از هم جدا هستند. از نظر فرصت‌های شغلی، زنان به‌طور کلی در سمت‌های دولتی مشغول به کار هستند، اگر چه کمتر در جایگاه‌های عالی‌رتبه قرار دارند و تنها چهار زن در طول تاریخ قطر به عنوان وزیر انتخاب شده‌اند.

## سیاست
زنان در قطر می‌توانند رأی دهند و در مشاغل دولتی و عمومی شاغل شوند. در انتخابات شوراهای شهرداری در ۱۹۹۹، زنان قطری همزمان با مردان از حق رأی در انتخابات برخوردار شدند. این انتخابات که اولین انتخابات در تاریخ قطر بود، عمداً در روز ۸ مارس ۱۹۹۹، مصادف با روز جهانی زن برگزار شد. قطر نخستین کشور شورای همکاری خلیج فارس بود که مردمش از حق رأی برخوردار شدند.

### وزیران دولت

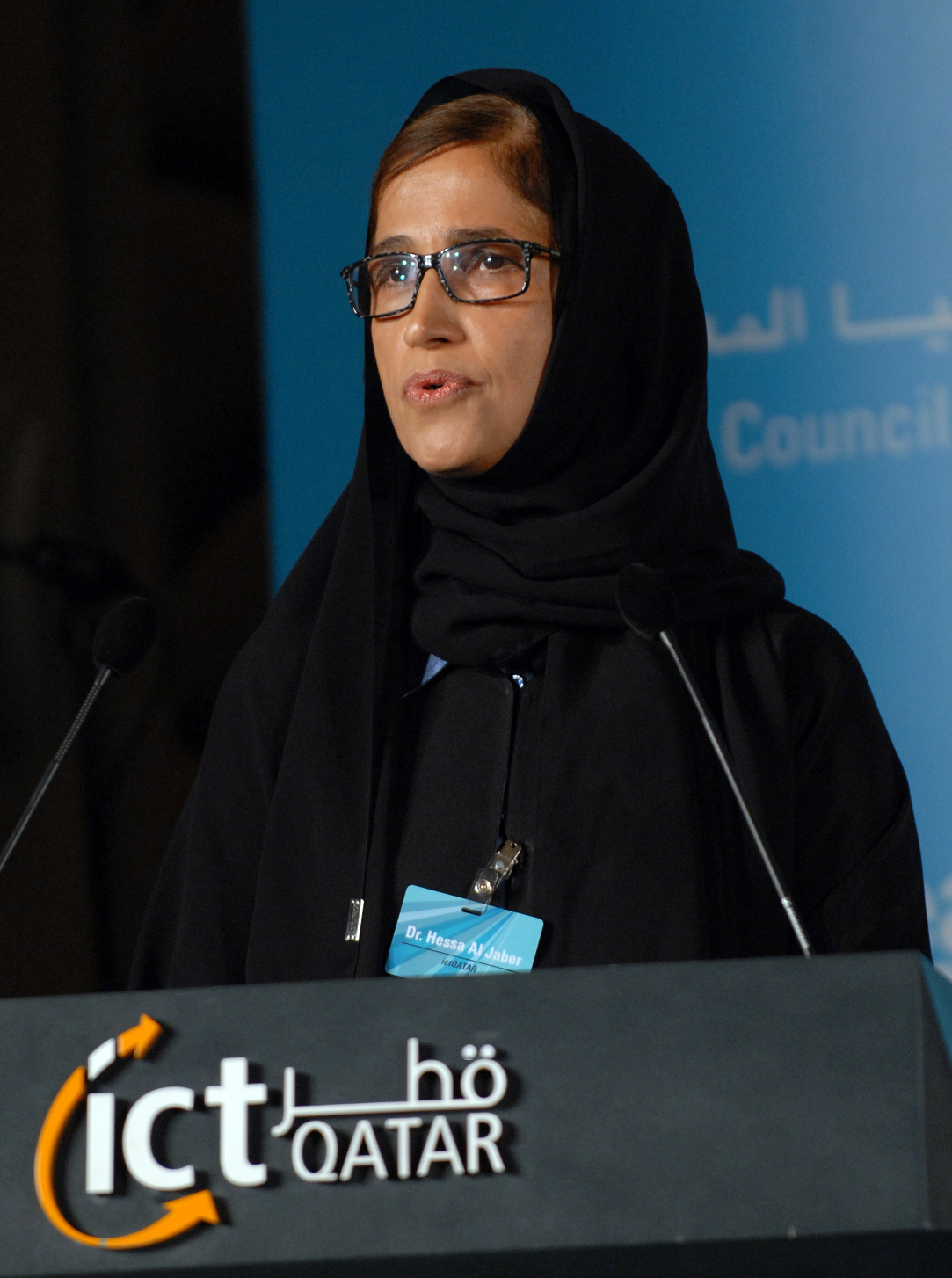
حصه الجابر، سومین وزیر زن تاریخ قطر، در حال سخنرانی در سال ۲۰۱۲

برای اولین بار در سال ۲۰۰۳ شیخه احمد المحمود، به عنوان اولین وزیر زن به کابینه دولت قطر راه یافت و عهده‌دار وزارت آموزش شد. در سال ۲۰۰۷، غالیه بنت محمد بن حمد آل ثانی وزیر بهداشت عمومی شد. سومین وزیر دولت زن، حصه الجابر بود که به عنوان وزیر ارتباطات و فناوری انتخاب شد. از سال ۲۰۱۶، حنان محمد الکواری، وزیر بهداشت عمومی، تنها وزیر زن کابینه و چهارمین زن تاریخ قطر است که به مقام وزارت رسیده‌است.

### مجلس شورا
اعضای مجلس شورای قطر توسط امیر قطر منصوب شده‌اند. در ماه نوامبر سال ۲۰۱۷ برای اولین بار، امیر تمیم بن حمد آل ثانی چهار زن را به عضویت در این شورای ۴۵ نفره منصوب کرد.

### انتخابات شهرداری‌ها
انتخابات شورای مرکزی شهرداری‌ها که در سال ۱۹۹۹ بنیان گذاشته شد، تنها انتخابات آزاد در کشور است. ۲۹ حوزه انتخاباتی در رقابت شرکت می‌کنند. هر دو جنس مجاز به رأی دادن هستند. در اولین انتخابات در سال ۱۹۹۹، موزه المالکی اولین نامزد زن در کشورهای عضو شورای همکاری خلیج فارس شد که در انتخابات شهرداری‌ها رقابت کرد. شیخه بنت یوسف حسن الجفیری اولین زنی بود که در انتخابات شورای مرکزی شهرداری برای حوزه فرودگاه قدیمی در سال ۲۰۰۳ به پیروزی رسید. برای اولین بار در سال ۲۰۱۵، دو زن به‌طور همزمان به عضویت در شورای مرکزی شهرداری انتخاب شدند. تنها ۵ نامزد زن در انتخابات شرکت کردند. این قضیه بحث در مورد امکان ایجاد یک سهمیه برای نامزدهای زن را تقویت کرد.

### دیپلماسی

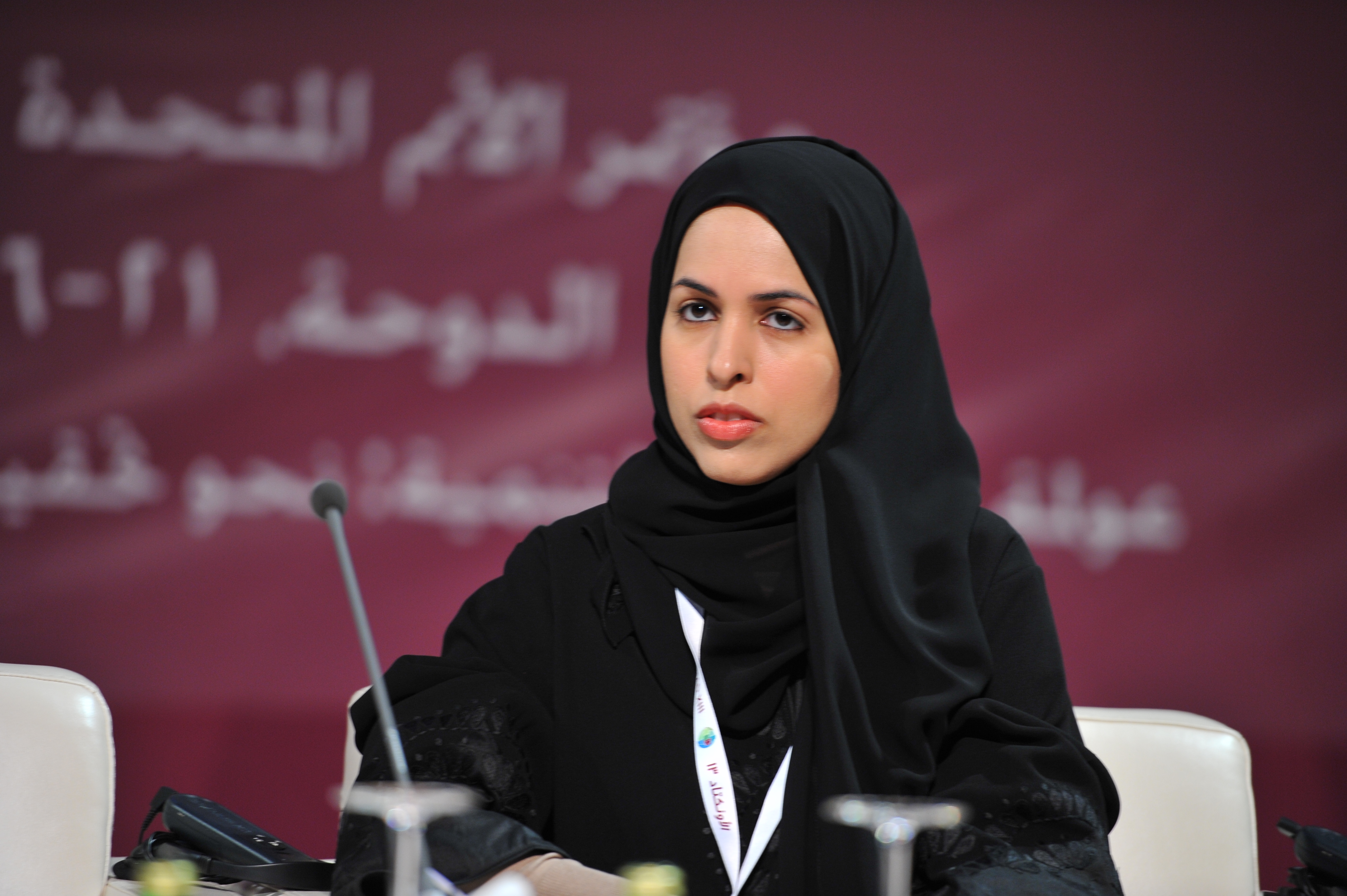
علیا بنت احمد آل ثانی در کنفرانسی در سازمان ملل متحد

تا سال ۲۰۰۸، هیچ زنی به عنوان دیپلمات مشغول به کار نبود. علیا بنت احمد آل ثانی به عنوان نخستین سفیر زن در سال ۲۰۱۳ به عنوان نماینده دائمی در سازمان ملل منصوب شد.

## برابری جنسیتی
زنان قطری از سال‌های دهه ۱۹۹۰ تا کنون پیشرفتهای حقوقی و اجتماعی بزرگی داشته‌اند. شیخه موزا با حمایت از کنفرانس‌های زنان، حمایت از فرصت‌های تحصیلات عالی و ایجاد یک جایگاه وزارت در دولت برای رفع نگرانی‌های زنان، صدای مدافعین حقوق زن بوده‌است. در نتیجه این پیشرفت‌ها، زنان قطری فرصت‌های شغلی فراوان از جمله موقعیت‌های رهبری در آموزش و پرورش، نظام بانکی، پروژه‌های خیریه، خدمات بهداشتی و انسانی، گردشگری، عمران، خدمات عمومی و حتی دیپلماسی دارند.
در سال ۱۹۹۸، کمیته امور زنان به عنوان شاخه ای از شورای عالی امور خانواده به منظور تأمین رفاه زنان قطری تأسیس شد. این کمیته در کنار حمایت از حقوق زنان است، به دنبال این است که زنان را با کمک‌های اقتصادی و فرصت‌های شغلی به ادغام شدن زنان در جامعه کمک کند.
مشارکت نیروی کار برای زنان در قطر تقریباً ۵۱ درصد است که بالاتر از میانگین جهانی است و بالاترین میزان در جهان عرب است. هرچند، زنان در قطر از اختلاف دستمزد ۲۵ تا ۵۰ درصدی باز مردان رنج می‌برند. علاوه بر این، قطر به میزان قابل توجهی کمک‌های اجتماعی شامل امکانات رفاهی مانند مسکن و سهمیه مسافرت در اختیار مردان می‌گذارد، که کارمندان زن کمتر از این مزایا بهره مندند. کارشناسان می‌گویند که زنان با حقوق بیشتری در حال حرکت به جلو هستند.

## کتابشناسی
- Abu Saud, Abeer (1984). Qatari Women: Past and Present. United Kingdom: Longman Group. ISBN 978-0-582-78372-0.
- Who's Who in Qatar 2008 (PDF). Sydney, Australia: Asia Pacific Infoserv. March 2008. ISBN 978-1-921492-08-2. Archived from the original (PDF) on 4 March 2016. Retrieved 21 March 2019.